# José Osvaldo de Meira Penna
José Osvaldo de Meira Penna (* 14. März 1917 in Rio de Janeiro; † 29. Juli 2017 in Brasília) war ein brasilianischer Schriftsteller und Diplomat.

## Leben
José Osvaldo de Meira Penna war der Sohn von Maria do Nascimento Penna und José Flávio de Meira Penna. Er heiratete Dorothy Ann Hesse de Meira Penna. Ihre Kinder sind Cecília, Flávio und Mary Ann. Meira Penna studierte am Liceu Francês, Lycée Janson de Sailly, Paris. Er war Bachelor of Laws der Universidade Federal do Rio de Janeiro. 1938 trat er in den auswärtigen Dienst und absolvierte Aufbaustudiengänge an der Columbia University in New York, am C.G. Jung-Institut in Zürich sowie 1965 an der Escola Superior de Guerra in Rio de Janeiro.
Von 1940 bis 1952 war er Vizekonsul in Kalkutta und Shanghai. Ab 1947 war er zugleich als Gesandtschaftssekretär zweiter Klasse in Ankara und in Nanjing bei Chiang Kai-shek akkreditiert. In derselben Funktion wurde er von 1953 bis 1956 nach Ottawa versetzt und saß mehrere Sitzungsperioden der Vollversammlung der Vereinten Nationen und 1958 der Generalkonferenz der UNESCO vor. Von 1956 bis 1959 leitete er die Abteilung Kultur und hatte im Anschluss daran bis 1964 Exequatur als Generalkonsul in Zürich.
Bereits ein Jahr zuvor wurde Meira Penna vom 6. Dezember 1963 bis zum 6. März 1965 als Botschafter in Lagos, Nigeria, berufen. Von 1966 bis 1967 war er Stellvertretender Generalsekretär, leitete den Planungsstab und die Abteilungen Osteuropa und Asien.
Nach dem Sechstagekrieg wurde Meira Penna vom 5. Dezember 1967 bis zum 22. September 1970 als Botschafter nach Tel Aviv versetzt und war mit Sitz in Tel Aviv auch in Nikosia akkreditiert. Von 1971 bis 1973 war er dem Ministério da Educação e Cultura attachiert, leitete die Embrafilme, saß der Kommission für Auslandsangelegenheiten vor und dozierte in den Cursos da Associação dos Diplomados da Escola Superior de Guerra.
Ab dem 3. April 1974 wurde Meira Penna als Botschafter berufen, zunächst bis zum 16. September 1977 in Oslo, wo er auch in Reykjavík akkreditiert war, sowie von 1978 bis 1979 in Quito, vom 17. Dezember 1979 bis 1981 in Warschau und vom 25. Oktober 1982 bis 1984 in Lima. Er saß dem Instituto Liberal de Brasília vor und war Mitglied der Mont Pelerin Society.
José Osvaldo de Meira Penna schuf ein umfangreiches schriftstellerisches Werk. Er war ein entschiedener Gegner der Theologie der Befreiung und der Theologen, die sie vertraten.

## Schriften
- 1944: Shanghai - Aspectos Históricos da China Moderna
- 1948: O sonho de Sarumoto
- 1967: Política externa, segurança e desenvolvimento
- 1972: Psicologia do subdesenvolvimento ISBN 9788595070042
- 1974: Em berço esplêndido[3]
- 1980: Elogio do Burro[4]
- 1980: O Brasil na idade da Razão
- 1982: O Evangelho Segundo Marx
- 1988: O Dinossauro[5]
- 1988: Utopia Brasileira ISBN 9788531907548
- 1991: Opção Preferencial Pela Riqueza[6]
- 1992: Decência já![7]
- 1997: O Espírito das Revoluções[8]
- 1994: A Ideologia do século XX[9]
- 1995: Elefantes e Nuvens
- 1999: Em Berço Esplêndido - Ensaios de psicologia coletiva brasileira[10]
- 2001: Urânia ISBN 8587638645
- 2001: Ai que Dor de Cabeça! ISBN 9788573726220
- 2001: Cândido Pafúncio
- 2002: Da moral em economia[11]
- 2002: Quando mudam as capitais
- 2004: Nietzsche e a Loucura ISBN 9788574390543
- 2006: Polemos: uma análise crítica do Darwinismo[12]